# Isaac Tichenor
Isaac Tichenor (ur. 8 lutego 1754 w Newark w stanie New Jersey, zm. 11 grudnia 1838 w Bennington w stanie Vermont) – amerykański prawnik i polityk.
W latach 1796–1797 jako przedstawiciel Partii Federalistycznej reprezentował stan Vermont w Senacie Stanów Zjednoczonych. Ustąpił z senatu w 1797 roku aby objąć stanowisko gubernatora stanu Vermont, które piastował w latach 1797–1807 oraz ponownie w latach 1808–1809. W latach 1815–1821 ponownie z ramienia Partii Federalistycznej zasiadał w Senacie Stanów Zjednoczonych jako przedstawiciel stanu Vermont.